# Орехов, Михаил Михайлович
Михаил Михайлович Орехов (11 октября 1938 — 1982, Москва) — советский хоккеист. Мастер спорта СССР (1962).

## Биография
Родился 11 октября 1938 года. Сын Михаила Орехова.
Дебютировал в возрасте пятнадцати лет в юношеской команде ЦДКА.
В 1956 году был принят в состав «Локомотива» Москва, где играл до 1959 года, с 1959 по 1965 год играл в «Динамо» Москва, с 1965 по 1969 год — ХК «Спартак» Рязань. Провёл 299 матчей и забил 30 шайб.
В 1958 году стал чемпионом зимней Спартакиады народов СССР, в 1959 году был признан лучшим хоккеистом СССР.
Был приглашён в состав взрослой и молодёжной сборных СССР.
После завершения спортивной карьеры занялся слесарным делом на одном из московских заводов.
Скончался в 1982 году в Москве.